# Bucklandiella visnadiae
Bucklandiella visnadiae là một loài Rêu trong họ Grimmiaceae. Loài này được (W.R. Buck) Bednarek-Ochyra & Ochyra mô tả khoa học đầu tiên năm 2003.